# Parafia Nawiedzenia Najświętszej Maryi Panny w Świętej Lipce
Parafia Nawiedzenie Najświętszej Maryi Panny w Świętej Lipce – rzymskokatolicka parafia w dekanacie Reszel

## Historia parafii
Parafia w Świętej Lipce formalnie powstała w 1816 r., lecz jej udokumentowana historia jako miejsca kultu Matki Bożej sięga XV w.

### Utworzenie parafii i jej zasięg
Brewe kasacyjne zakonu jezuitów papieża Klemensa XIV na terenie Prus ogłoszone zostało w 1780 r. Wówczas biskup warmiński Ignacy Krasicki natychmiast powołał o. superiora Franciszka Rymkiewicza na proboszcza, a pozostałych ojców jezuitów uczynił jego pomocnikami. Jednak parafia nie została formalnie zatwierdzona przez władze pruskie. W roku 1810 władze pruskie zamierzały przejąć sanktuarium w Świętej Lipce. Dzięki zabiegom biskupa Józefa von Hohenzollerna do tego nie doszło. Parafia w Świętej Lipce formalnie została zatwierdzona w 1816 r.
W roku 1798 księża ze Świętej Lipki prowadzili misje w następujących miejscowościach: Barciany, Ełk, Gąbin, Gierdawa, Giżycko, Gołdap, Kętrzyn, Mikołajki, Mrągowo, Nordenbork, Ryn, Olecko, Orzysz, Pisz, Srokowo i Węgorzewo.
W roku 1816 do parafii należały miejscowości: Bezławki, Stąpławki, Stachowizna, Łazdoje, Wilkowo, Grabno, Pieckowo, Pudwągi, Siemki, Jurkowo, Krakotyn (niem. Krakotin – nieistniejący majątek na południe od Jurkowa), Skatniki (niem. Skatnick – nieistniejący folwark na wschód od Pasterzewa), Pasterzewo, Widryny, Lembruk, Śpiglówka, Pilec i miasto Pisz.

### Koronacja obrazu Matki Bożej
Największym wydarzeniem religijnym w historii sanktuarium była koronacja obrazu Matki Bożej Świętolipskiej.
Koronacja odbyła się 11 sierpnia 1968 roku, na ołtarzu polowym ustawionym na podium przed krużgankami. Obraz o godzinie 8:00 przeniesiono w procesji do ołtarza polowego. O godz 9:00 przyjechali dwaj kardynałowie: Stefan Wyszyński i Karol Wojtyła, oraz biskup Józef Drzazga. Odczytane zostały telegramy papieża Pawła VI oraz generała zakonu jezuitów Piotra Arrupe. Aktu koronacji dokonał prymas Stefan Wyszyński. Uroczystą sumę odprawił kardynał Karol Wojtyła, a kazanie wygłosił prymas. W uroczystości wzięło udział 33 biskupów i rzesze wiernych, rozdano 40 tys. Komunii św. Szacowano, że w uroczystości wzięło udział ok. 100 tys. osób. Biorąc pod uwagę ówczesne zaludnienie najbliższych okolic, możliwości dojazdu (brak samochodów prywatnych, do Świętej Lipki dochodzono pieszo z Reszla i Kętrzyna, a pasażerowie pociągów dojeżdżających do tych miast, jechali także na parowozach) liczbę tę można porównać z kilku milionową frekwencją w Częstochowie. Tłumy wiernych zgromadzonych na uroczystości przedstawione są na obrazach w klasztornym holu.

## Obsługa duszpasterska iodpusty
Ojcowie jezuici obsługują także kaplice filialne w Pilcu i Siemkach.
Msza św. zimą Świętej Lipce odprawiana jest w kaplicy znajdującej się w domu pielgrzyma, znajdującym się na terenie posesji jezuitów.
- Odpust Nawiedzenia NMP wraz z pieszymi pielgrzymkami z pobliskich miast w ostatnią niedzielę maja.
- Diecezjalny dzień chorych – 14 sierpnia.
- Święto Wniebowzięcia NMP – 15 sierpnia.

W okresie uroczystości odpustowych odbywają się nocne czuwania. Główne Msze św. odprawiane są przy ołtarzu polowym przed krużgankami.

## Usługi i koncerty
- Obsługa przewodnicka ojcowie jezuici i przewodnicy świeccy w językach: polskim, niemieckim i angielskim.
- Obsługa gastronomiczna i noclegi – kawiarnia i Dom Pielgrzyma oraz poza obrębem sanktuarium: hotel, dwie restauracje i punkty gastronomiczne.
- Prezentacje organów (maj – wrzesień) w dni powszednie godziny: 9:30, 10:30, 11:30, 14:00, 15:00, 16:00 i 17:00. W soboty prezentacje o godz. 16:00 i 17:00 może być odwołana w wypadku ślubów. Prezentacje w niedziele i święta odbywają się w czasie wolnym między Mszami św. czyli o godz. 10:00, 12:30, 13:30, 15:00, 16:00.
- Świętolipskie Wieczory Muzyczne – w lipcu i sierpniu (piątki o godz. 20:00) koncerty organowe w wykonaniu artystów z Polski i zagranicy. Koncerty organowe bywają łączone z występami solistów śpiewaków, lub muzyków grających na innych instrumentach muzycznych.